# Harjang
Harjang (en népalais : हार्जङ) est un comité de développement villageois du Népal situé dans le district de Rolpa. Au recensement de 2011, il comptait 2 396 habitants.